# ردندلا
ردندلا (به اسپانیایی: Redondela) یک شهرستان در اسپانیا است که در استان پنتبدرا واقع شده‌است.

## خصوصیات
ردندلا ۵۱٫۹ کیلومترمربع مساحت و ۳۰٬۰۰۱ نفر جمعیت دارد و ۱۷ متر بالاتر از سطح دریا واقع شده‌است.